# Filmografia de The Miz

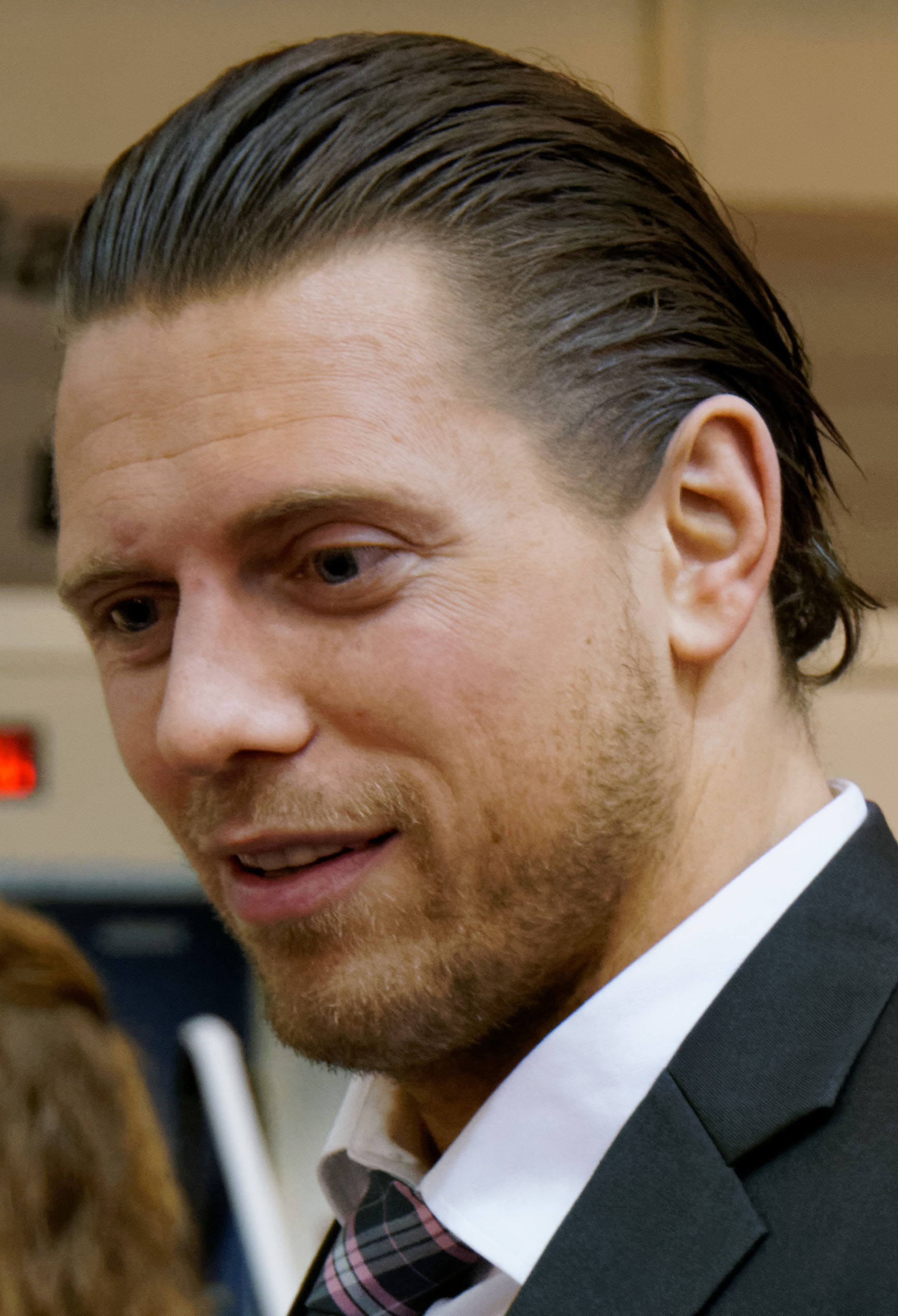
Mizanin em 2014

Michael Gregory "Mike" Mizanin é um ator e lutador profissional estadunidense que fez sua estréia atuando em 2001 no programa The Real World: Back to New York da MTV, spinoff da série Real World/Road Rules Challenge.
A lista de sua filmografia conta com seus filmes, programas de televisão e vídeo games, citando o ano de lançamento, nome do personagem e outras notas importantes.

## Filmografia

### Filmes
| Ano  | Título                             | Papel       | Notas |
| ---- | ---------------------------------- | ----------- | ----- |
| 2012 | The Campaign                       | Ele mesmo   | Cameo |
| 2013 | The Marine 3: Homefront            | Jake Carter |       |
| 2013 | Queens of the Ring                 | Ele mesmo   | Cameo |
| 2013 | Christmas Bounty                   | Mike        |       |
| 2014 | Scooby-Doo! WrestleMania Mystery   | Ele mesmo   | Voz   |
| 2015 | The Marine 4: Moving Target        | Jake Carter |       |
| 2015 | Santa's Little Helper              | Dax         |       |
| 2016 | Scooby-Doo! WrestleMania Mystery 2 | Ele mesmo   | Voz   |
| 2017 | The Marine 5: Battleground         | Jake Carter |       |

### Televisão
| Ano     | Título                                                 | Papel                 | Notas                                             |
| ------- | ------------------------------------------------------ | --------------------- | ------------------------------------------------- |
| 2001    | The Real World: Back to New York                       | Ele mesmo             | Episódios 2-4 e 22                                |
| 2002    | Real World/Road Rules Challenge: Battle of the Seasons | Ele mesmo             | Campeão                                           |
| 2003–04 | Real World/Road Rules Challenge: The Gauntlet          | Ele mesmo             |                                                   |
| 2004    | WWE Tough Enough                                       | Ele mesmo             | Vice-campeão                                      |
| 2004    | Real World/Road Rules Challenge: The Inferno           | Ele mesmo             |                                                   |
| 2004–05 | Real World/Road Rules Challenge: Battle of the Sexes 2 | Ele mesmo             |                                                   |
| 2005    | Real World/Road Rules Challenge: The Inferno II        | Ele mesmo             | Campeão                                           |
| 2005    | Battle of the Network Reality Stars                    | Ele mesmo             | Episódios 1-6                                     |
| 2006    | Fear Factor                                            | Ele mesmo             | Campeão                                           |
| 2007    | Identity                                               | Ele mesmo             | Episódio 11                                       |
| 2008    | Ghost Hunters                                          | Ele mesmo             | Episódio: "2008 Halloween Special"                |
| 2009    | Are You Smarter Than a 5th Grader?                     | Ele mesmo             |                                                   |
| 2009    | Dinner: Impossible                                     | Ele mesmo             |                                                   |
| 2010    | Destroy Build Destroy                                  | Ele mesmo             |                                                   |
| 2011    | H8R                                                    | Ele mesmo             | Episódio 4                                        |
| 2011    | WWE Tough Enough                                       | Ele mesmo             |                                                   |
| 2012    | Agora é Tarde                                          | Ele mesmo             |                                                   |
| 2012    | The Challenge: Battle of the Exes                      | Ele mesmo, anfitrião  | Episódio: "Reunion Show"                          |
| 2012    | Psych                                                  | Mario                 | Episódio: "Shawn and the Real Girl"               |
| 2012    | Pair of Kings                                          | Damone                | Episódioː "I'm Gonna Git You, Sponge Sucka'"      |
| 2012    | The Soup                                               | Ele mesmo             |                                                   |
| 2014    | Deal With It                                           | Ele mesmo             | Temporada 2, episódio 18                          |
| 2014    | Oh My English!                                         | Ele mesmo             | Terceira temporada, episódio 22                   |
| 2014    | Family Game Night                                      | Participação especial |                                                   |
| 2015    | Sirens                                                 | Lance                 | Episódio 9                                        |
| 2015    | The Soup                                               | Ele mesmo             | Episódio 13                                       |
| 2015    | WWE Tough Talk                                         | Anfitrião             | Episódios 1–5                                     |
| 2015    | WWE Tough Enough                                       | Anfitrião e jurado    | Anfitrião (Episódios 1–5) Jurado (Episódios 6–10) |
| 2016    | Supernatural                                           | Shawn Harley          | Episódio: "Beyond the Mat"                        |

### Vídeo games
| Ano  | Título                     | Papel     | Notas                              |
| ---- | -------------------------- | --------- | ---------------------------------- |
| 2008 | WWE SmackDown vs. Raw 2009 | Ele mesmo | Estréia em vídeo-game Parte do ECW |
| 2009 | WWE SmackDown vs. Raw 2010 | Ele mesmo | Parte do Raw                       |
| 2010 | WWE SmackDown vs. Raw 2011 | Ele mesmo | Parte do Raw                       |
| 2011 | WWE All Stars              | Ele mesmo |                                    |
| 2011 | WWE '12                    | Ele mesmo | Parte do Raw                       |
| 2012 | WWE '13                    | Ele mesmo |                                    |
| 2013 | WWE 2K14                   | Ele mesmo |                                    |
| 2014 | WWE 2K15                   | Ele mesmo |                                    |
| 2015 | WWE 2K16                   | Ele mesmo |                                    |